# 린다 크리스티안
린다 크리스티안(Linda Christian, 1923년 11월 13일 ~ 2011년 7월 22일)은 멕시코의 배우이다. 멕시코 영화계 뿐만 아니라 할리우드에서도 활동했으며, 1940년대와 1950년대에 전성기를 보냈다. 제임스 본드 소설을 바탕으로 한 1954년 텔레비전 방송 《카지노 로얄》에서 본드걸로 출연했으며, 최초의 본드걸로 이름과 얼굴을 알렸다.

## 출연 작품
- 리얼 타잔 (2004)
- VIP (1963)
- 클라이막스! - 카지노 로얄 (1954)
- 아데나 (1954)
- 해피 타임 (1952)
- 쇼 보트 (1951)
- 타잔과 인어 (1948)
- 그린 돌핀 스트리트 (1947)
- 홀리데이 인 멕시코 (1946)
- 업 인 암스 (1944)